# Lasse Mørck

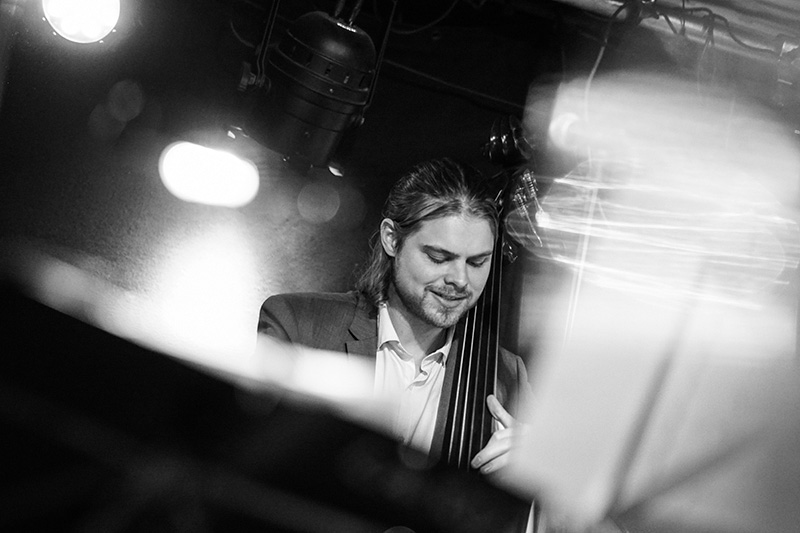
Lasse Mørck Aarhus 2018

Lasse Charles Mørck Nielsen (* 10. Februar 1989 in Svendborg) ist ein dänischer Jazzmusiker (Kontrabass, Komposition).

## Leben und Wirken
Mørck, dessen Vater und Großvater klassische Kontrabassisten waren, begann bereits in der Grundschule E-Bass zu spielen, später auch Klavier und Gitarre. Mit 12 Jahren zeigte ihm sein Freund Søren Nørregaard einige seiner Kompositionen. Als Schüler auf dem Gymnasium in Svendborg begann er, sich für den Jazz und den Kontrabass zu interessieren.
Nach dem Abitur im Juni 2008 zog er nach Kopenhagen, wo er den musikalischen Grundkurs in Frederiksberg absolvierte. Snorre Kirk und Magnus Hjorth gaben ihm die Möglichkeit, mit ihnen zu spielen und später in ihre jeweiligen Bands einzusteigen. Dann studierte er im Jazzprogramm der schwedischen Skurups Folkhögskola, bevor er nach Kopenhagen zurückkehrte, um sein Studium am Rhythmischen Musikkonservatorium zu beginnen. Ab 2015 studierte er an der Universidad Veracruzana beim Solokontrabassisten des Xalapa-Sinfonieorchesters, Andrzej Dechnik. Zurück in Dänemark schloss er sein Masterstudium ab.
Zugleich veröffentlichte er sein Debütalbum Imagining Places I've Never Been (2017), das im Quartett mit Jesper Løvdal, Tobias Wiklund und Snorre Kirk entstand. Das Album erhielt den Jazznyt Prisen 2017 als bestes Album des Jahres, und eine der Kompositionen „Prairie Sunset“ brachte ihm den dritten Preis als junger dänischer Jazzkomponist. Im Folgejahr wurde er dann mit dem Ersten Preis als junger dänischer Jazzkomponist 2018 ausgezeichnet (für die Komposition „Tezcatlipoca“, die auf seinem Folgealbum The Aztec Creation Myth Suite erschien). Er ist auch auf Alben von Snorre Kirk, Magnus Hjorth, Sidsel Storm und Tobias Wiklund zu hören.